# حوزه انتخابیه چهارم نیویورک
حوزه انتخابیه چهارم نیویورک یک حوزه انتخابیه مجلس نمایندگان آمریکا است که در ایالت نیویورک قرار دارد.